# Змаганьне
«Змага́ньне» («Змаганне»; рус. «Борьба») ― белорусская депутатская фракция польского сейма в 1928—1930 годах.

## История создания
Создана по инициативе ЦК Компартии Западной Белоруссии в декабре 1927 года как рабоче-крестьянский комитет «Змаганне» для подготовки к выборам в сейм. 4 марта 1928 в результате выборов в сейм вошли 5 депутатов: И. С. Дворчанин, И. Е. Гаврилик, Ф. И. Волынец, И. Н. Грецкий, А. Л. Стаганович (в феврале 1929 его заменил П. С. Кринчик). Они учредили в сейме белорусский посольский клуб «Змаганьне», ставший фактически фракцией КПЗБ. Работой клуба руководил уполномоченный ЦК КПЗБ Г. М. Муха-Мухновский.

## Деятельность «Змаганьня»
Создав весной 1929 года почти во всех уездах местные секретариаты, «Змаганьне» стало влиятельной политической организацией в Западной Белоруссии, выдвигая те же требования, что и её предшественница ― Белорусская крестьянско-рабочая громада, запрещённая в 1927 году.
Депутаты «Змаганьня», выступая в сейме, критиковали внутреннюю и внешнюю политику польского правительства, требовали освобождения политических заключённых, самоопределения Западной Белоруссии. Депутаты требовали передачи крестьянам земли без выкупа, для рабочих 8-часового рабочего дня, обучения на белорусском языке.
«Змаганьне» проводило митинги и демонстрации рабочих, выпускало газеты национально-освободительного характера ― «Змаганьне», «Світанне», «На варце», «Голас працы» и др. В газетах публиковались информация о жизни в БССР, публицистические и научно-популярные очерки.
После роспуска Ю. Пилсудским сейма, 30 августа 1930 года польские власти арестовали депутатов фракции и руководителей «Змаганьня», ликвидировали все 50 секретариатов. По приговору суда (Вильно, 1931) руководители «Змаганьня» Волынец, Гаврилик, Грецкий, Дворчанин и Кринчик приговорены к 8 годам тюрьмы каждый.